# Hugh Thompson Jr
Hugh Clowers Thompson Jr, född 15 april 1943, död 6 januari 2006, var en amerikansk helikopterpilot och officer i USA:s armé. 
Han är känd för att ha stoppat Son My-massakern i Sydvietnam den 16 mars 1968 tillsammans med Glenn Andreotta och Lawrence Colburn.
Under massakern flög Thompson över området och såg stora mängder lik på marken. Han landade helikoptern och begärde att veta vad som pågick, men beordrades att lyfta igen. Efter det landade han helikoptern mellan flyende bybor och amerikanska soldater. Med hjälp av Andreotta och Colburn evakuerade han därefter civila och sårade från platsen.
1970 vittnade Thompson i USA:s kongress om massakern. 26 soldater, inklusive William Calley och Ernest Medina, anklagades för brott, men alla blev antingen frikända eller benådade.
Thompson fördömdes för sin roll i utredningarna och rättegångarna efter massakern. Kongressledamoten Mendel Rivers (Demokraterna) sade att Thompson var den enda soldat från Son My som borde straffas och försökte ställa Thompson inför krigsrätt för att riktat sitt vapen mot amerikanska trupper. När den amerikanska regeringen försökte dölja massakern förnedrades Thompson och han mottog dödshot. Han drabbades efteråt av posttraumatisk stress och alkoholism.
År 1998, 30 år efter massakern, tilldelades Thompson, Andreotta och Colburn Soldier's Medal. Thompson och Colburn återvände 1998 till Son My för att träffa överlevande från massakern. 1999 fick Thompson och Colburn Peace Abbey Courage of Conscience Award.

## Eftermäle
2010 grundades the Hugh Thompson Foundation till minne av Thompson. Singer-songwritern David Rovics skrev en låt om massakern med titeln "Song for Hugh Thompson".
Thompsons biografi The Forgotten Hero of My Lai: The Hugh Thompson Story. skrevs av Trent Angers och publicerades 1999.